# Ugo I di Ponthieu
Ugo I di Ponthieu (in francese Hugues Ier de Ponthieu; X secolo – 4 luglio 1000) fu protettore (avoué) delle abbazie di Saint-Riquier e di Forest-Montiers, castellano d'Abbeville e signore di Ponthieu.

## Origine
Di Ugo non si conoscono gli ascendenti, ma secondo lo storico francese specializzato nella genealogia dei personaggi dell'Alto Medioevo, Patrick Van Kerrebrouck, potrebbe discendere dalla famiglia di un Enguerrand, che era stato monaco a Saint-Riquier.

## Biografia
Fino al 988 il Ponthieu si trovava nella zona d'influenza dei conti di Fiandra, ma con la morte di Arnolfo II di Flandra e il matrimonio della sua vedova, Rozala d'Ivrea (955–1003), col futuro re di Francia Roberto il Pio, la regione, portata in dote da Rozala, uscì dall'orbita fiamminga per cadere nella sfera d'influenza dei Capetingi. Ugo Capeto annetté la città di Montreuil ai possedimenti reali, ma dotò di fortificazioni quella di Abbeville e la affidò a uno dei suoi vassalli, Ugo, marito di sua figlia Gisèle; l'iniziativa di Roberto si inquadrava nella secolare preoccupazione difensiva che sin dall'epoca merovingia si proponeva di difendere la Piccardia dalle incursioni sassoni e vichinghe. Ugo ricevette inoltre in dono il priorato di Forest-Montiers e il titolo di protettore dell'abbazia di Saint-Riquier; questi territori costituirono il nucleo della contea di Ponthieu, attestata come tale a partire dall'erede di Ugo, Enguerrand, primo a portarne il titolo.; secondo il Chronicon centulense, ou Chronique de l'abbaye de Saint-Riquier, Ugo Capeto creò la signoria di Ponthieu, consegnando a Ugo, marito di sua figlia, il castello di Abbeville e la proprietà di Forest-l'Abbaye, prima legata all'abbazia di Saint-Riquier.
Sempre il Chronicon centulense, ci ricorda che Ugo da Ugo Capeto ricevette la signoria, ma non il titolo di conte e inoltre venne nominato protettore dell'Abbazia di Saint-Riquier.
Ugo morì il 4 luglio 1000 e gli succedette il figlio primogenito, Enguerrand.

## Matrimonio e discendenza
Prima del 987 Ugo aveva sposato Gisèle, o Gisela, di Francia, figlia di Ugo Capeto, duca dei Franchi e conte di Parigi, poi re di Francia, e della di lui moglie, Adelaide d'Aquitania.
Ugo da Gisèle ebbe due figli:
- Enguerrand, signore, poi conte, di Ponthieu[6].
- Guido, abate di Forest-Montiers.